# Gardena (Califórnia)
Gardena é uma cidade localizada no estado americano da Califórnia, no Condado de Los Angeles. Foi incorporada em 11 de setembro de 1930.

## Geografia
De acordo com o United States Census Bureau, a cidade tem uma área de 15,2 km², onde 15,1 km² estão cobertos por terra e 0,1 km² por água.

### Localidades na vizinhança
O diagrama seguinte representa as localidades num raio de 8 km ao redor de Gardena.

## Demografia
Segundo o censo nacional de 2010, a sua população é de 58 829 habitantes e sua densidade populacional é de 3 896,06 hab/km². Possui 21 472 residências, que resulta em uma densidade de 1 422,02 residências/km².